# Kim Hyang-gi
Kim Hyang-gi (sinh ngày 9 tháng 8 năm 2000) là một nữ diễn viên điện ảnh và truyền hình Hàn Quốc. Cô khởi đầu sự nghiệp diễn xuất của mình từ năm 2006 và sớm được công chúng biết đến nhờ khả năng biểu cảm tốt các vai diễn.

## Phim Đã Tham Gia

### Film
| Năm  | Tiêu Đề              | Vai                      |
| ---- | -------------------- | ------------------------ |
| 2006 | Heart Is...          | So-yi                    |
| 2008 | Cherry Tomato        | Da-seong                 |
| 2008 | Girl Scout           | Yoon-yi                  |
| 2008 | Santamaria           | young Ho-kyung (cameo)   |
| 2009 | Private Eye          | Byul-yi                  |
| 2010 | Wedding Dress        | Jang So-ra               |
| 2010 | Troubleshooter       | Kang Soo-jin             |
| 2011 | Late Blossom         | street light kid (cameo) |
| 2012 | The Grand Heist      | Nan-yi                   |
| 2012 | A Werewolf Boy       | Sun-ja                   |
| 2014 | Thread of Lies       | Cheon-ji                 |
| 2015 | A Letter From Prison | Kwon Dong-hyun           |

|2017
| Along With The Gods
| Deok Choon

### Television series
| Năm  | Tiêu Đề                                   | Vai            | Network |
| ---- | ----------------------------------------- | -------------- | ------- |
| 2007 | Salt Doll                                 | Min Ha-na      | SBS     |
| 2007 | Bad Couple                                | Jo Yeon-doo    | SBS     |
| 2007 | Bad Love                                  | Lee Mi-so      | KBS2    |
| 2008 | Night After Night                         | Kang Ji-yoon   | MBC     |
| 2009 | Hero                                      | Jin Sol        | MBC     |
| 2011 | Pluto Secret Society                      | Geum-sook      | EBS     |
| 2013 | The Queen's Classroom                     | Shim Ha-na     | MBC     |
| 2014 | Drama Special "You're Pretty, Oh Man-bok" | Oh Man-bok     | KBS2    |
| 2015 | Snowy Road                                | Choi Jong-boon | KBS1    |
| 2019 | Moment of Eighteen                        | Yoo Soo-bin    | JTBC    |

### Music video
| Năm  | Tiêu Đề Bài Hát     | Nghệ sĩ  |
| ---- | ------------------- | -------- |
| 2007 | "Flying Girl"       | Magolpy  |
| 2011 | "Love Is Delicious" | Wheesung |
| 2013 | "Green Rain"        | Shinee   |
| 2014 | "Back"              | Infinite |
| 2021 | "JAJA"              | Penomeco |

## Discography
| Năm  | Song Title     | Notes                        |
| ---- | -------------- | ---------------------------- |
| 2010 | "So-ra's Song" | Track from Wedding Dress OST |

## Awards and nominations
| Năm  | Giải                                         | Hạng mục                | Nominated work                        | Kết quả   |
| ---- | -------------------------------------------- | ----------------------- | ------------------------------------- | --------- |
| 2007 | SBS Drama Awards                             | Best Young Actress      | Bad Couple                            | Đề cử     |
| 2013 | 6th Korea Drama Awards                       | Best Young Actress      | The Queen's Classroom                 | Đề cử     |
| 2013 | 2nd APAN Star Awards                         | Best Young Actress      | The Queen's Classroom                 | Đoạt giải |
| 2013 | MBC Drama Awards[4]                          | Best Young Actress[5]   | The Queen's Classroom                 | Đoạt giải |
| 2014 | 50th Baeksang Arts Awards                    | Best New Actress (Film) | Thread of Lies                        | Đoạt giải |
| 2014 | 16th Seoul International Youth Film Festival | Best Young Actress      | The Queen's Classroom, Thread of Lies | Đoạt giải |
| 2014 | 23rd Buil Film Awards                        | Best New Actress        | Thread of Lies                        | Đề cử     |
| 2014 | 51st Grand Bell Awards                       | Best New Actress        | Thread of Lies                        | Đề cử     |